# Euselasia gyda
Euselasia gyda is een vlindersoort uit de familie van de prachtvlinders (Riodinidae), onderfamilie Euselasiinae.
Euselasia gyda werd in 1860 beschreven door Hewitson.